# Frederick Joseph Hermann
Frederick Joseph Hermann (14 de abril de 1906 – 15 de noviembre de 1987 ) fue un botánico y briólogo estadounidense . Trabajó extensamente en los Jardines Botánicos de la Universidad de Míchigan, primero como taxónomo asistente, y miembro docente de 1933 a 1937), y finalmente como curador asistente e instructor, de 1937 a 1938. Luego sirvió como botánico asociado, de 1938 a 1948; y botánico titular, desde 1948, para el Bureau of Plant Industry, del USDA.

## Algunas publicaciones

### Libros
- 1948.  Key to the genus Carex in the Washington-Baltimore area.
- 1948.  A checklist of plants in the Washington-Baltimore area. Ed. Conference on District Flora, Smithsonian Institution (Washington). 134 pp.
- 1970.  Manual of the Carices of the Rocky Mountains and Colorado Basin (Agriculture handbook). Ed. U.S.Govt Printing Office. 397 pp.
- 1974.  Manual of the genus Carex in Mexico and Central America (Agriculture handbook). Ed. Forest Service, USDA. 219 pp.

- La abreviatura «F.J.Herm.» se emplea para indicar a Frederick Joseph Hermann como autoridad en la descripción y clasificación científica de los vegetales.[2]